# Niederländische Fußballnationalmannschaft/Weltmeisterschaften
Der Artikel beinhaltet eine ausführliche Darstellung der niederländischen Fußballnationalmannschaft bei Fußball-Weltmeisterschaften. Die Niederländer nahmen 2022 zum elften Mal an der Weltmeisterschaft teil.

## Übersicht
Die Niederländer haben sich für elf Endrunden qualifiziert und es dreimal bis in das Finale geschafft, zuletzt im Jahr 2010. Ein Weltmeistertitel konnte dabei aber noch nicht errungen werden. Als eine von wenigen Nationalmannschaften schied die niederländische noch nie in der WM-Gruppenphase aus, aber bei den ersten beiden Teilnahmen nach dem ersten Spiel. In der ewigen Tabelle ist die niederländische Mannschaft als beste Mannschaft, die nie Weltmeister wurde, auf Platz 8 noch vor dem ersten Weltmeister Uruguay platziert. Bzgl. der Punkte pro Spiel belegen die Niederländer mit 1,86 Punkten den vierten Platz.
| Jahr | Gastgeberland  | Teilnahme bis …    | Letzte(r) Gegner | Ergebnis        | Trainer          | Bemerkungen und Besonderheiten |
| ---- | -------------- | ------------------ | ---------------- | --------------- | ---------------- | --- |
| 1930 | Uruguay        | nicht teilgenommen |                  |                 |                  | |
| 1934 | Italien        | Achtelfinale       | Schweiz          | 9.              | Bob Glendenning  | |
| 1938 | Frankreich     | Achtelfinale       | Tschechoslowakei | 14.             | Bob Glendenning  | |
| 1950 | Brasilien      | nicht teilgenommen |                  |                 |                  | |
| 1954 | Schweiz        | nicht zugelassen   |                  |                 |                  | Anmeldung wurde zu spät eingereicht |
| 1958 | Schweden       | nicht qualifiziert |                  |                 |                  | In der Qualifikation an Österreich gescheitert |
| 1962 | Chile          | nicht qualifiziert |                  |                 |                  | In der Qualifikation an Ungarn gescheitert |
| 1966 | England        | nicht qualifiziert |                  |                 |                  | In der Qualifikation an der Schweiz gescheitert |
| 1970 | Mexiko         | nicht qualifiziert |                  |                 |                  | In der Qualifikation an Bulgarien gescheitert |
| 1974 | BR Deutschland | Finale             | Deutschland      | Vizeweltmeister | Rinus Michels    | |
| 1978 | Argentinien    | Finale             | Argentinien      | Vizeweltmeister | Ernst Happel     | Niederlage in der Verlängerung |
| 1982 | Spanien        | nicht qualifiziert |                  |                 |                  | In der Qualifikation an Frankreich und Belgien gescheitert |
| 1986 | Mexiko         | nicht qualifiziert |                  |                 |                  | In der Qualifikation an Belgien gescheitert |
| 1990 | Italien        | Achtelfinale       | Deutschland      | 15.             | Leo Beenhakker   | |
| 1994 | USA            | Viertelfinale      | Brasilien        | 7.              | Dick Advocaat    | |
| 1998 | Frankreich     | Spiel um Platz 3   | Kroatien         | Vierter         | Guus Hiddink     | Halbfinalaus im Elfmeterschießen gegen Brasilien |
| 2002 | Südkorea/Japan | nicht qualifiziert |                  |                 |                  | In der Qualifikation an Portugal und Irland gescheitert |
| 2006 | Deutschland    | Achtelfinale       | Portugal         | 11.             | Marco van Basten | Gelb-Rot-Rekord |
| 2010 | Südafrika      | Finale             | Spanien          | Vizeweltmeister | Bert van Marwijk | Niederlage in der Verlängerung |
| 2014 | Brasilien      | Spiel um Platz 3   | Brasilien        | Dritter         | Louis van Gaal   | Bei der Endrunde kam es im ersten Gruppenspiel zu einer Neuauflage des WM-Finales von 2010 gegen Spanien (5:1-Sieg). |
| 2018 | Russland       | nicht qualifiziert |                  |                 |                  | In der Qualifikation an Frankreich und Schweden gescheitert |
| 2022 | Katar          | Viertelfinale      | Argentinien      | 5.              | Louis van Gaal   | In der Qualifikation waren die Türkei, Norwegen, Montenegro, Lettland und Gibraltar die Gegner. Bei der Endrunde trafen die Niederländer in der Gruppe auf Gastgeber Katar, Ecuador und den Senegal. Im Achtelfinale wurde die USA besiegt. Niederlage im Viertelfinale im Elfmeterschießen. |

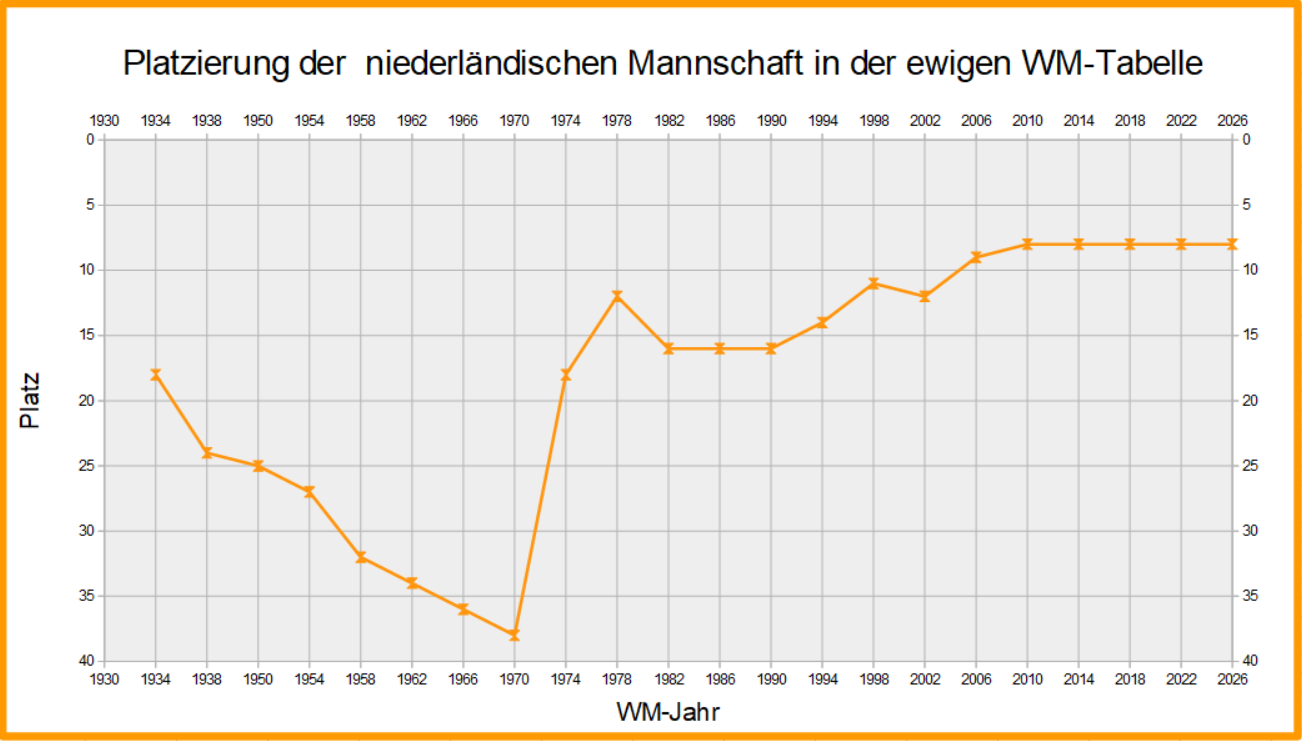
Platzierung der niederländischen Mannschaft in der ewigen WM-Tabelle

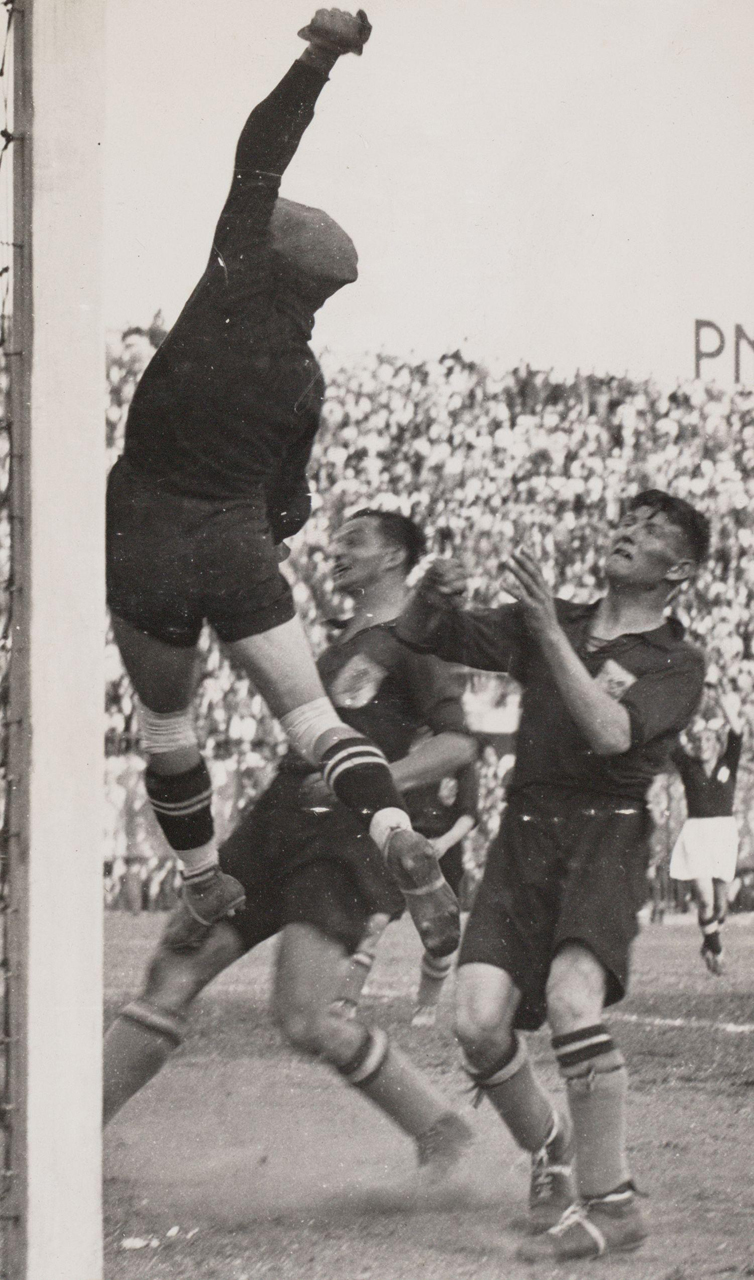
Szene vor dem Schweizer Tor beim ersten WM-Spiel der Niederländer

Statistik (Angaben inkl. 2022: 22 Weltmeisterschaften; Prozentangaben sind gerundet)
- Teilnahmeverzicht: 2× (9,1 %; 1930, 1950)
- Nicht zugelassen: 1× (4,5 %; 1954)
- Nicht qualifiziert: 8× (36,4 %; 1958, 1962, 1966, 1970, 1982, 1986, 2002 und 2018)
- Sportliche Qualifikation: 11× (50 % bzw. bei 57,9 % der Versuche)
  - Achtelfinale: 4× (18,2 %; 1934, 1938, 1990, 2006)
  - Viertelfinale: 2× (9,1 %; 1994 und 2022)
  - Spiel um Platz 3: 2× (9,1 %, 1998, 2014)
    - Vierter: 1× (4,5 %; 1998)
    - Dritter: 1× (4,5 %; 2014)

  - Finale: 3× (13,6 %; 1974, 1978 und 2010)
    - Vizeweltmeister: 3× (13,6 %; 1974, 1978 und 2010)

Häufigste letzte Gegner: je 2× Argentinien, Brasilien und Deutschland – davon nur 1 Spiel gewonnen.

## WM-Turniere

### 1930 in Uruguay
Wie die meisten europäischen Mannschaften nahm auch die niederländische nicht an der ersten WM teil, obwohl Uruguay und Argentinien zwei Jahre zuvor an den Olympischen Spielen in Amsterdam teilgenommen hatten.

### 1934 in Italien
Für die erste WM in Europa mussten sich die Niederländer durch zwei Spiele gegen den Nachbarn Belgien und Irland qualifizieren, wobei jede Mannschaft ein Heim- und ein Auswärtsspiel hatte. Die Niederländer gewannen beide Spiele, Belgien spielte in Irland remis und hatte ein Gegentor weniger kassiert als Irland, womit die beiden Nachbarn für Italien qualifiziert waren. Dort schieden beide im Achtelfinale aus, die Belgier gegen Deutschland und die Niederländer gegen die Schweiz mit 2:3.

### 1938 in Frankreich

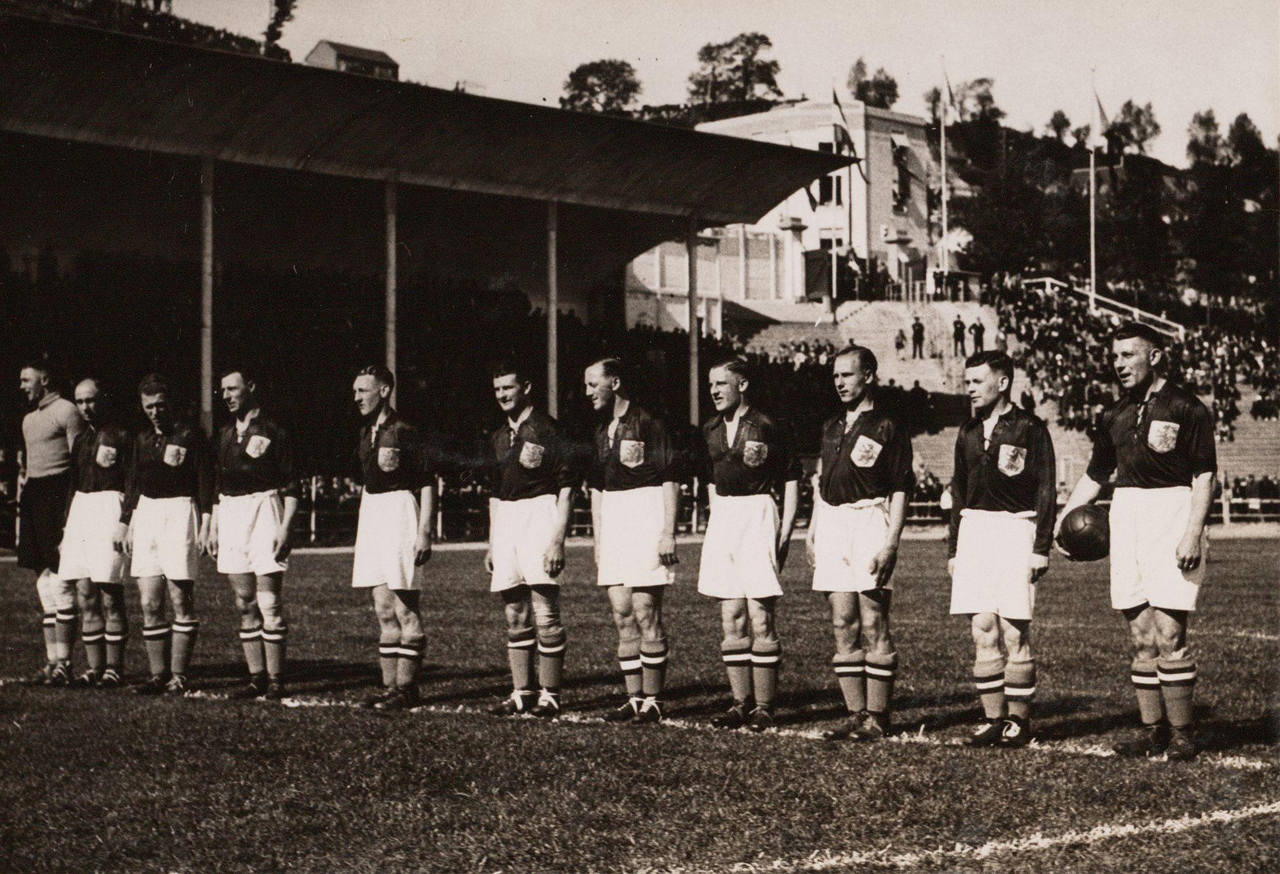
Die niederländische Mannschaft

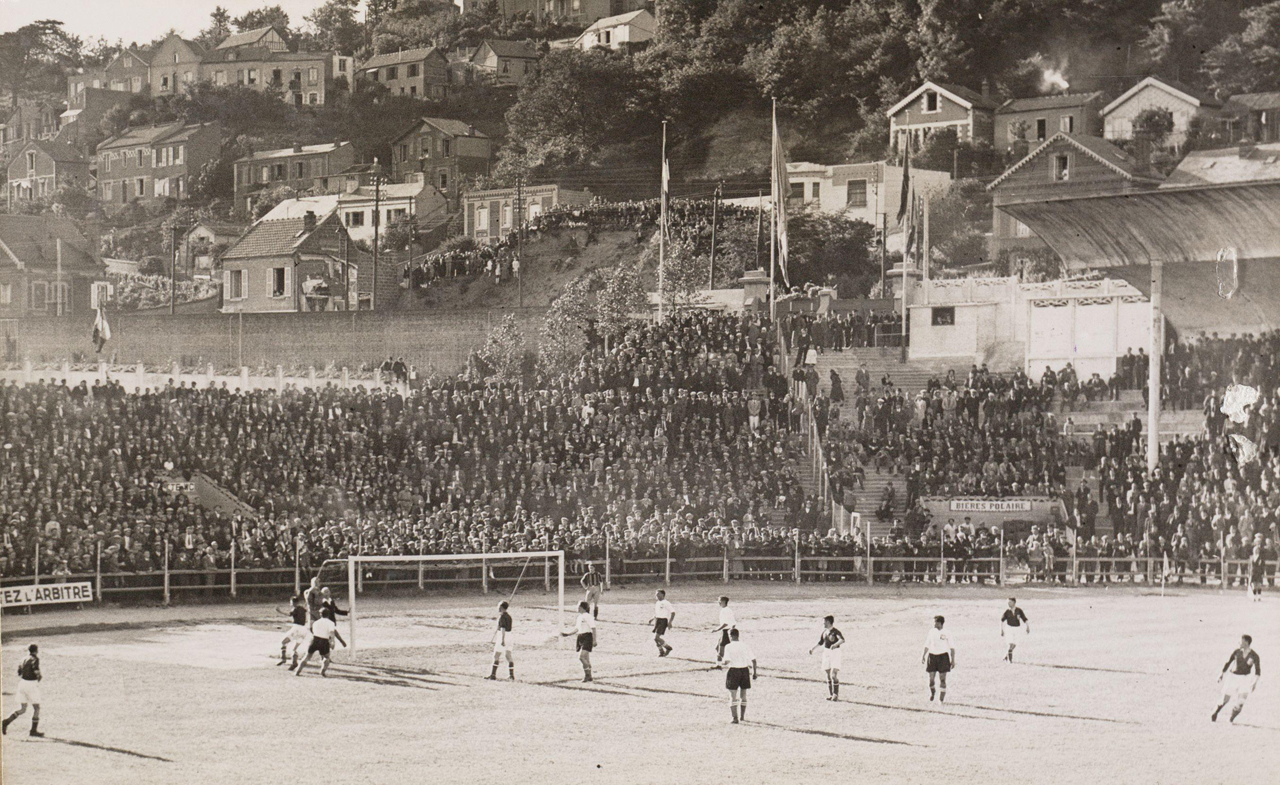
Niederlande gegen die Tschechoslowakei beim einzigen WM-Spiel in Le Havre

Für die erste WM in Frankreich mussten sich die Niederländer wieder zusammen mit Belgien, aber diesmal gegen Luxemburg qualifizieren. Beide gewannen ihre Spiele gegen Luxemburg und spielten gegeneinander unentschieden, so dass wieder beide zur WM-Endrunde reisen konnten. Wie vier Jahre zuvor war wieder im Achtelfinale Schluss, wobei die Niederländer erst in der Verlängerung gegen Vizeweltmeister Tschechoslowakei mit 0:3 verloren.

### 1950 in Brasilien
An der zweiten WM in Südamerika nahmen die Niederländer nicht teil.

### 1954 in der Schweiz
Für die Fußball-Weltmeisterschaft 1954 hatte der niederländische Fußballverband wie mehrere andere Länder die Anmeldung zu spät eingereicht und wurde daher nicht zur Qualifikation zugelassen.

### 1958 in Schweden
Für die Fußball-Weltmeisterschaft 1958 konnte sich die niederländische Mannschaft nicht qualifizieren und musste Österreich, dem WM-Dritten von 1954, nach einer Niederlage und einem Remis den Vortritt lassen. Lediglich gegen Luxemburg wurden beide Spiele gewonnen.

### 1962 in Chile
Zur Qualifikation für die dritte WM in Südamerika wurde die niederländische Mannschaft in eine Gruppe mit Ungarn und der erstmals teilnehmenden DDR gelost. Nachdem Ungarn beide Spiele gegen die DDR und das Spiel in den Niederlanden gewonnen hatte, während die DDR und die Niederlande sich in Ost-Berlin 1:1 trennten, waren die Ungarn schon qualifiziert, wogegen die beiden anderen keine Chance mehr hatten, sich zu qualifizieren. Auf Druck der NATO wurde dann den DDR-Spielern, als Reaktion auf den Bau der Mauer in Berlin, die Einreise in die Niederlande verweigert. Das Spiel wurde – da bedeutungslos – nicht gewertet. In Ungarn gelang dann zum Abschluss noch ein wertloses 3:3.

### 1966 in England
Auch vier Jahre später misslang die Qualifikation. Diesmal war die Schweiz zu stark, die in den Niederlanden ein Remis erreichte und das Heimspiel gegen die Niederländer gewann. Zudem hatten die Niederländer in Nordirland verloren und auch gegen die Nordiren daheim nur remis gespielt. Lediglich gegen Albanien, das erstmals teilnahm, konnten beide Spiele gewonnen werden. Die Schweizer profitierten dann vom einzigen Punktgewinn der Albaner, die gegen Nordirland im heimischen Tirana ein 1:1 erreichten.

### 1970 in Mexiko
Erneut konnten sich die Niederländer nicht qualifizieren. In einer Gruppe mit Bulgarien, Polen und Luxemburg wurde nur der dritte Platz belegt. Nach der Qualifikation begann die Blütezeit des niederländischen Vereinsfußballs und Feyenoord Rotterdam sowie Ajax Amsterdam gewannen von 1970 bis 1973 viermal in Folge den Europapokal der Landesmeister, was Hoffnung auch für die Nationalmannschaft machte.

### 1974 in der Bundesrepublik Deutschland

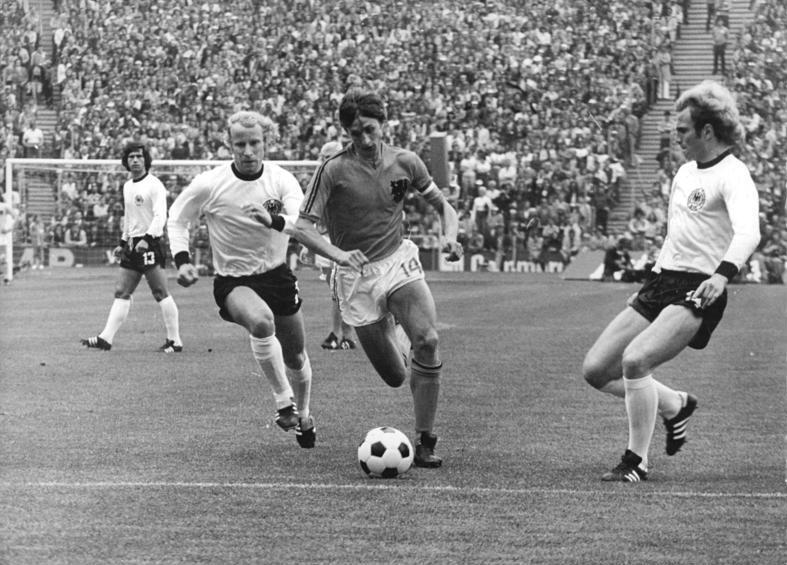
Johan Cruyff kurz vor dem Foulspiel in der ersten Spielminute

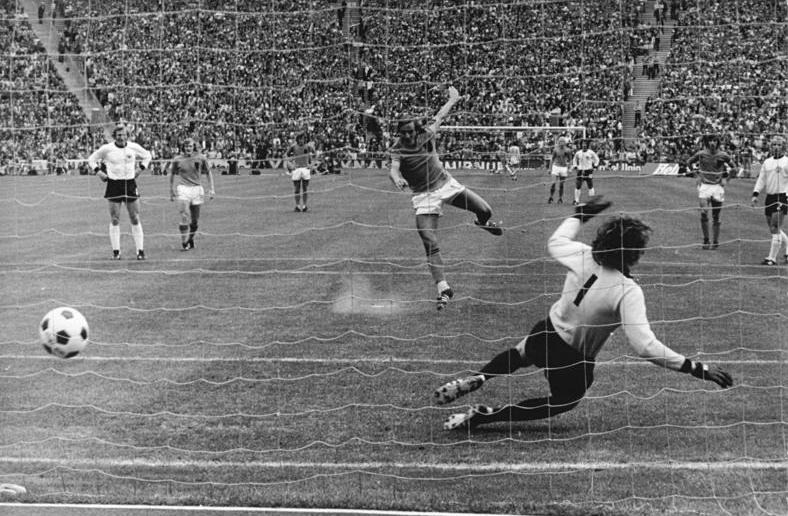
Johan Neeskens erzielt das 1:0

Nach 36 Jahren Abwesenheit von der Bühne des Weltfußballs konnten sich die Niederländer um Johan Cruyff unter Rinus Michels mit „totaalvoetbal“ für die WM im Nachbarland qualifizieren. Dabei wurden Belgien, gegen das zweimal 0:0 gespielt wurde, Norwegen und Island auf die Plätze verwiesen, wobei die bessere Tordifferenz gegenüber den punktgleichen Nachbarn aus Belgien entscheidend war. Vor dem letzten Spiel hatten die beiden Nachbarn 9:1 Punkte, den Niederländern reichte aber ein Unentschieden, während Belgien in Amsterdam gewinnen musste. Im Olympiastadion, das trotz des landesweiten Fahrverbotes wegen der Ölkrise voll besetzt war, trafen beide am 18. November 1973 aufeinander. Bis zur 89. Minute stand es 0:0, dann verlängerte Belgiens Jan Verheyen einen von Paul van Himst getretenen Freistoß ins Tor, aber Schiedsrichter Pawel Kasakow entschied auf Abseits. Hätte das Tor gezählt, dann hätte sich Belgien qualifiziert.
Bei der Endrunde in Deutschland wurde dann im Auftaktspiel Ex-Weltmeister Uruguay mit 2:0 besiegt, gegen Schweden ein torloses Remis erkämpft und Bulgarien mit 4:1 besiegt. Damit erreichten die Niederländer als Gruppensieger die erstmals ausgetragene zweite Finalrunde, in der Argentinien mit 4:0 und die DDR mit 2:0 besiegt wurde, bevor es zum entscheidenden Spiel um den Finaleinzug gegen Titelverteidiger Brasilien ging. In einem von den Brasilianern sehr hart geführten Spiel konnten sich die Niederländer mit 2:0 durchsetzen und erstmals das Finale erreichen. In diesem trafen sie auf den Gastgeber und galten als Favorit. Bereits in der ersten Spielminute, bevor ein deutscher Spieler den Ball berühren konnte, wurde Cruyff kurz hinter der Strafraumgrenze des deutschen Strafraums gefoult und der früheste Elfmeter in der WM-Geschichte gegeben. Diesen verwandelte Johan Neeskens zum 1:0. Danach verlief das Spiel ausgeglichen. In der 25. Spielminute wurde Bernd Hölzenbein von Wim Jansen im niederländischen Strafraum zu Fall gebracht und wieder gab der englische Schiedsrichter Elfmeter, den Paul Breitner zum 1:1 verwandelte. In der 43. Minute gelang dem deutschen Rekordtorschützen Gerd Müller der Treffer zum 2:1-Endstand für den Gastgeber, denn dabei blieb es trotz zahlreicher Chancen für die Niederländer in der zweiten Halbzeit.

### 1978 in Argentinien
Für die vierte WM in Südamerika musste sich der Vizeweltmeister wie vier Jahre zuvor wieder in einer Gruppe mit Belgien und Island sowie wie acht Jahre zuvor mit Nordirland auseinandersetzen. Auch wenn Johan Cruyff nur noch die ersten vier Qualifikationsspiele mitmachte und dann seine Nationalmannschaftskarriere endete, konnten sich die Niederländer souverän qualifizieren. Der neue Bondscoach Ernst Happel versuchte dann zwar noch, Cruyff zu einem Comeback bei der WM zu überreden, blieb aber erfolglos. In Argentinien gewannen die Niederländer zunächst gegen WM-Neuling Iran mit 3:0, erreichten dann aber nur ein 0:0 gegen Peru und verloren gegen Schottland mit 2:3. Da die Schotten ihrerseits gegen Peru verloren hatten und gegen den Iran nur ein 1:1 erzielten, hatten beide 3:3 Punkte, aber die Niederländer die bessere Tordifferenz, was zum zweiten Platz und dem Einzug in die zweite Finalrunde reichte. Hier wurde im ersten Spiel Österreich mit 5:1 besiegt, bevor es zur Neuauflage des 74er Finales kam. In diesem konnten die Niederländer zweimal einen Vorsprung der deutschen Mannschaft ausgleichen, so dass es am Ende 2:2 stand. Mit dem folgenden 2:1 gegen Italien wurde erneut das Finale erreicht, in dem wieder der Gastgeber wartete. Die Argentinier gingen in der 38. Minute durch Mario Kempes in Führung und mussten sich dann der Angriffe der Niederländer erwehren. Dem eingewechselten Dick Nanninga gelang dann in der 82. Minute der Ausgleich, aber in der Verlängerung hatten die Argentinier die größeren Kraftreserven und legten noch zwei Tore nach. Die Niederländer wurden damit als erste Mannschaft zweimal in Folge Vizeweltmeister.

### 1982 in Spanien
Auch wenn es durch die Aufstockung des Teilnehmerfeldes auf 24 Mannschaften theoretisch leichter war, sich für die Endrunde zu qualifizieren, misslang dies den Niederländern. In einer Gruppe mit Frankreich, Belgien, Irland und Zypern wurde nur der vierte Platz belegt. Entscheidend dabei war die Niederlage in Frankreich im letzten Spiel, mit einem Sieg wäre die Qualifikation geglückt. Johan Neeskens, der Schütze des 1:0 im Finale 1974, der seit 1979 bei New York Cosmos spielte, hatte noch die beiden letzten Qualifikationsspiele mitgemacht, beendete nach dem 0:2 gegen Frankreich aber auch seine Nationalmannschaftskarriere.

### 1986 in Mexiko
Erneut scheiterten die Niederländer in der Qualifikation. Nachdem in der Gruppenphase nur der zweite Platz hinter Ungarn und punktgleich vor Österreich belegt wurde, mit Zypern als Gruppenletztem, musste die Mannschaft in Playoff-Spielen gegen Belgien antreten. Nachdem das Hinspiel in Brüssel mit 0:1 verloren wurde, gelang im Heimspiel nur ein 2:1 und aufgrund der Auswärtstorregel qualifizierten sich die Belgier. Beim Spiel in Belgien hatte Willy van de Kerkhof als letzter Spieler des 74er WM-Kaders noch einen Einsatz und beendete dann auch seine Nationalmannschaftskarriere.

### 1990 in Italien
Für die zweite WM in Italien konnten sich die Niederländer nach dem Gewinn der Europameisterschaft 1988 zusammen mit der Bundesrepublik Deutschland qualifizieren und dabei Finnland und Wales ausschalten.
Mit dem Stamm der Europameistermannschaft galten die Niederländer als einer der Turnierfavoriten, kamen aber in ihrer Vorrundengruppe nur zu drei Remis gegen Ägypten, England und Irland, das erstmals qualifiziert war. Da sie ebenso wie die Iren drei Punkte und 2:2 Tore hatten, musste das Los entscheiden, wer Zweiter und Dritter wurde, wobei auch der Dritte das Achtelfinale noch erreichte. Das Los traf die Niederländer und als Gruppendritter trafen sie auf die deutsche Mannschaft. Das Spiel fand im Mailänder Giuseppe-Meazza-Stadion statt, in dem mehrere niederländische Spieler für den AC Mailand und mehrere deutsche Spieler für Inter Mailand in der Serie A spielten und in der zurückliegenden Saison hinter dem von Diego Maradona dirigierten SSC Neapel die Plätze 2 und 3 belegt hatten. In einem sehr harten Spiel wurden Frank Rijkaard und Rudi Völler, der von Rijkaard angespuckt wurde, in der 22. Minute vom überforderten argentinischen Schiedsrichter vom Platz gestellt. Die Deutschen traf die Hinausstellung weniger, bei den Niederländern fehlte mit Rijkaard aber ein wichtiges Glied der Achse „Rijkaard-Gullit-van Basten“ und die deutsche Mannschaft konnte diesen Vorteil nutzen und mit 2:1 gewinnen. Wie 52 Jahre zuvor war damit wieder im Achtelfinale Schluss in Italien.

### 1994 in den Vereinigten Staaten

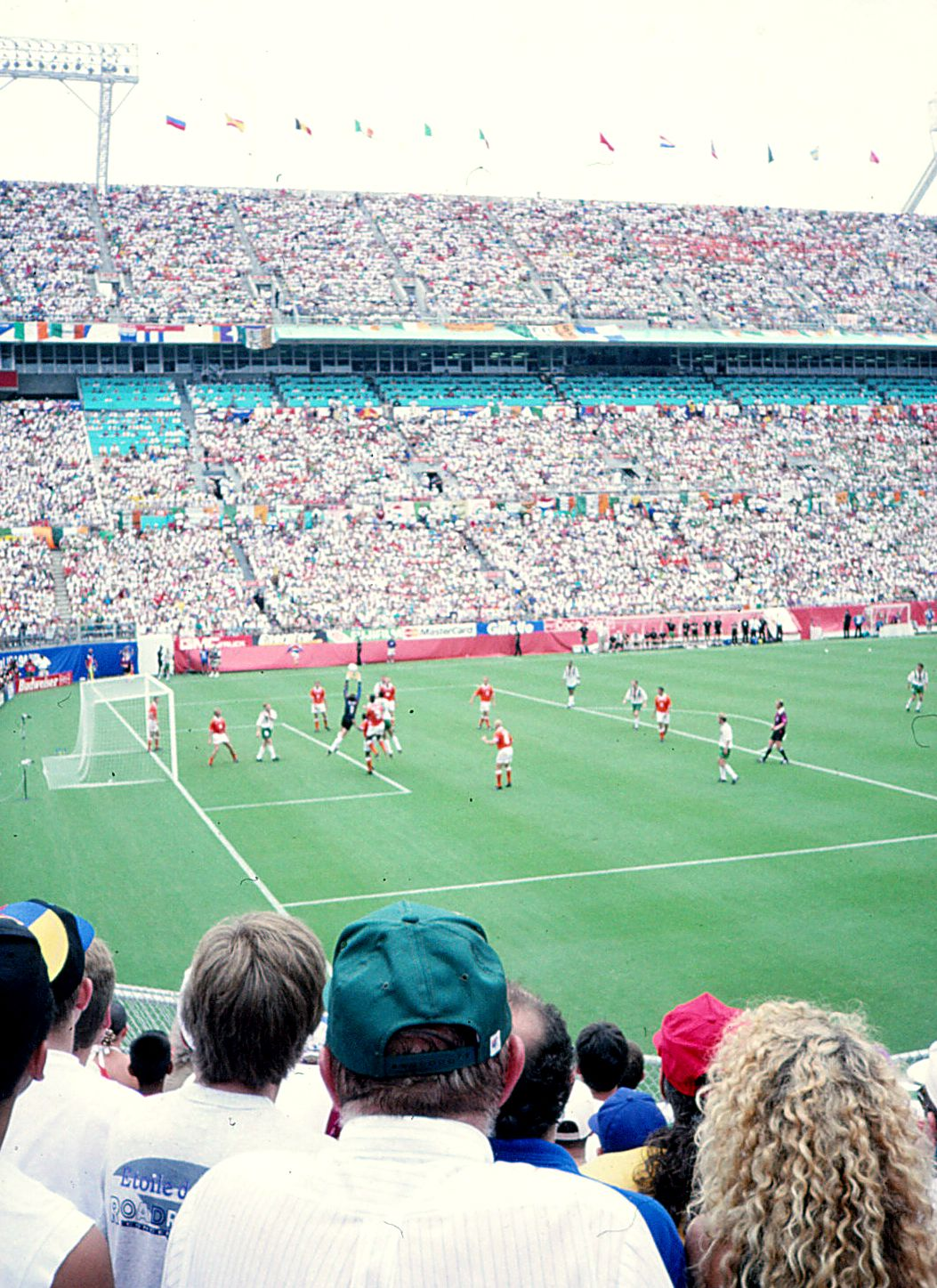
Szene aus dem Achtelfinalspiel gegen Irland

Für die WM in der Heimat des American Footballs qualifizierten sich die Niederländer in einer Sechsergruppe hinter den überraschend starken Norwegern vor England, Polen, der Türkei sowie San Marino, das erstmals an der Qualifikation teilnahm. In den USA trafen die Niederländer auf Dauer-Gegner Belgien, WM-Neuling Saudi-Arabien und Marokko. Marokko verlor alle drei Spiele, während die anderen drei Mannschaften von den Spielen gegeneinander je eins gewannen und verloren. So hatten diese drei Mannschaften alle sechs Punkte und da auch die Tordifferenz gleich war, waren nur die Spiele gegeneinander entscheidend. Hierdurch wurden die Niederländer Gruppensieger und trafen im Achtelfinale auf einen Gruppenzweiten. Dies war Irland, das mit 2:0 besiegt wurde. In einem der besten WM-Spiele unterlagen die Niederländer dann im Viertelfinale dem späteren Weltmeister Brasilien mit 2:3. Dabei konnte ein Zweitore-Rückstand zwar ausgeglichen werden, in der 81. Minute gelang aber Branco der Siegtreffer für den Rekordweltmeister.

### 1998 in Frankreich
Für die zweite WM in Frankreich konnten sich die Niederländer durch Spiele gegen Belgien, die Türkei, Wales und San Marino qualifizieren. Belgier und Niederländer wurden dann auch für die Endrunde wieder in eine Gruppe gelost und trafen dabei auf Mexiko und Südkorea. Nach einem torlosen Remis gegen den Nachbarn wurde Südkorea mit 5:0 bezwungen, ehe es zu einem 2:2 gegen Mexiko kam, was für beide zum Achtelfinaleinzug reichte. Hier wurde die Bundesrepublik Jugoslawien mit 2:1 besiegt und mit dem gleichen Ergebnis Ex-Weltmeister Argentinien in einem hochklassigen Viertelfinalspiel. Damit wurde erstmals das Halbfinale einer WM erreicht, in dem Titelverteidiger Brasilien wartete. Nach einer torlosen ersten Halbzeit erzielte Ronaldo unmittelbar nach Wiederanpfiff das 1:0, das Patrick Kluivert in der 87. Minute ausgleichen konnte. Da in der folgenden Verlängerung keine weiteren Tore fielen, kam es zum Elfmeterschießen, in dem die vier ersten brasilianischen Schützen erfolgreich waren und der brasilianische Torhüter Cláudio Taffarel die Elfmeter von Phillip Cocu und Ronald de Boer halten konnte. Eine demotivierte niederländische Mannschaft verlor dann das kleine Finale gegen WM-Neuling Kroatien mit 1:2.

### 2002 in Japan und Südkorea
Die misslungene Qualifikation der niederländischen Mannschaft für die erste WM in Asien wurde in deutschen Stadien mit dem Lied „Ohne Holland fahr’n wir zur WM“ gefeiert. Die Niederländer hatten die Qualifikation durch eine Heimniederlage gegen Portugal verspielt und konnten auch gegen Irland nicht gewinnen. Lediglich Estland, Zypern und Andorra, das erstmals an der WM-Qualifikation teilnahm, wurden deutlich besiegt.

### 2006 in Deutschland

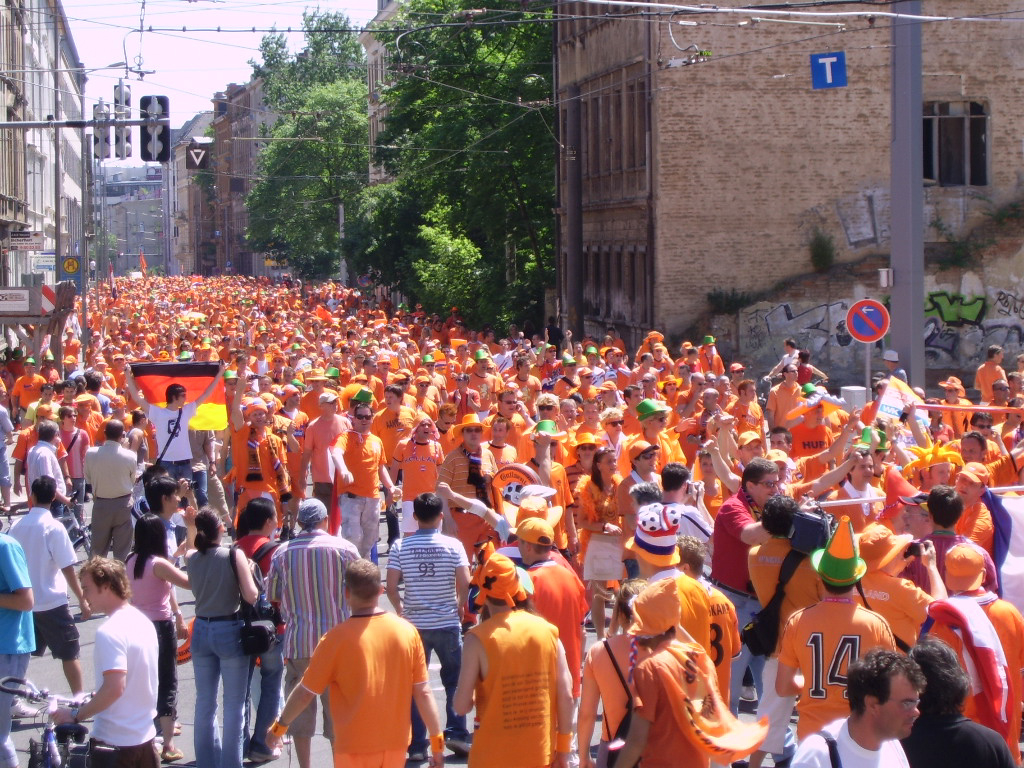
Niederländische Fans in Leipzig

Für die zweite WM im Nachbarland konnten sich die Niederländer dann wieder souverän qualifizieren. Tschechien, das sich ebenfalls qualifizieren konnte, Rumänien, Finnland, Mazedonien, Armenien und erneut Andorra wurden auf die Plätze verwiesen und dabei nur drei Gegentore kassiert. Bei der Endrunde wurde die Mannschaft in die sogenannte „Todesgruppe“ mit Argentinien, Serbien & Montenegro sowie der erstmals qualifizierten Elfenbeinküste gelost. Serbien & Montenegro, das in der Qualifikation nur ein Gegentor zugelassen hatte, wurde im Auftaktspiel mit 1:0 besiegt und nach einem 2:1 gegen die Ivorer standen Argentinien, das auch die ersten beiden Spiele gewonnen hatte, und die Niederländer als Achtelfinalteilnehmer fest. Im Spiel um den Gruppensieg trennten sich beide Mannschaften torlos und Argentinien wurde mit der besseren Tordifferenz Gruppensieger. Im Achtelfinale war Portugal der Gegner. Schon bei der EM 2004 waren beide im Halbfinale aufeinandergetroffen und die Portugiesen nutzten den Heimvorteil und gewannen 2:1. In einem der härtesten Spiele der jüngeren WM-Geschichte mit zwölf Gelben und der vier Gelb-Roten Karten, gewann Portugal mit 1:0.

### 2010 in Südafrika

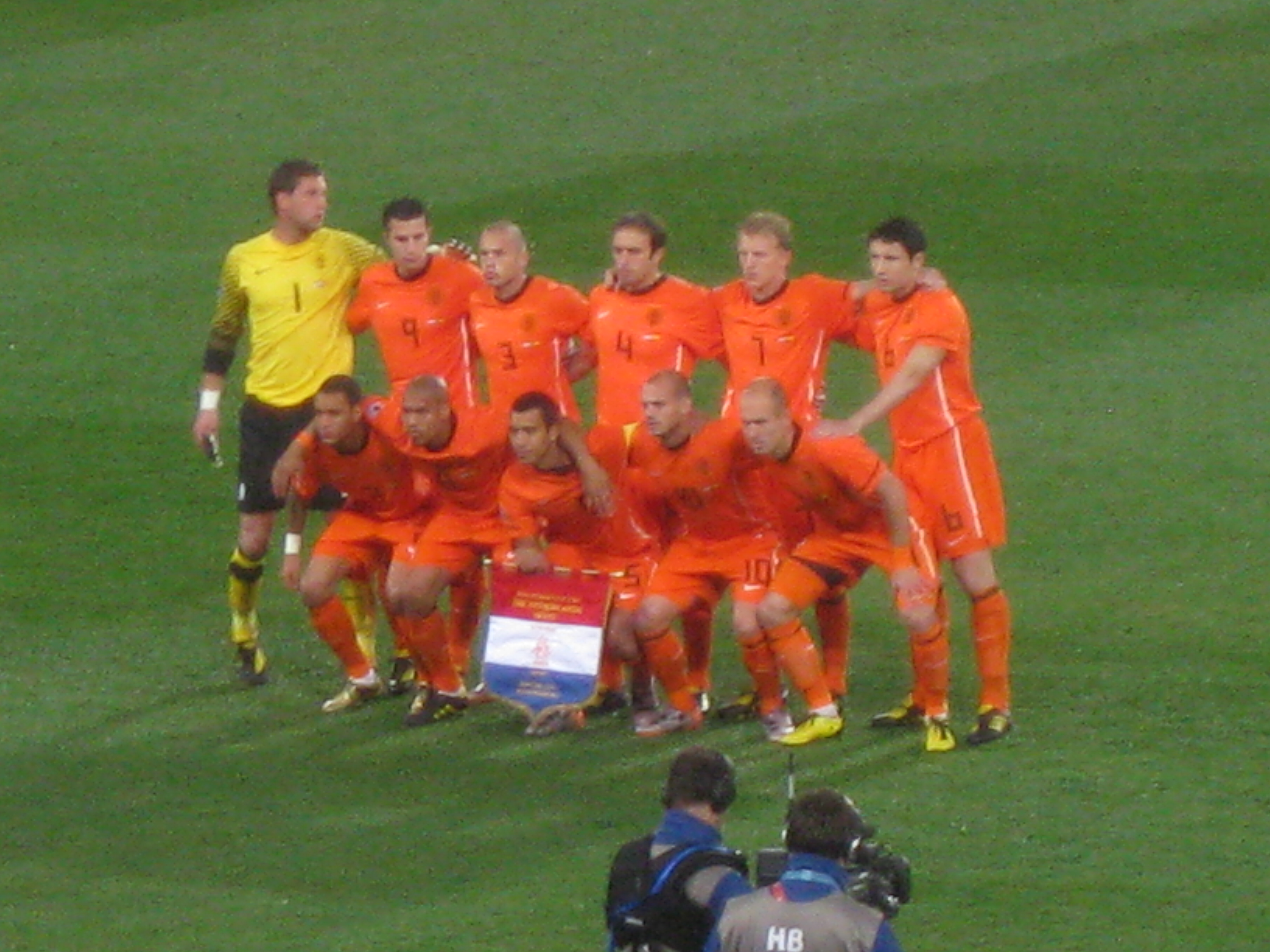
Die niederländische Mannschaft vor dem Finale

Für die erste WM in Afrika konnte sich die niederländische Mannschaft als erste europäische Mannschaft qualifizieren. In einer Gruppe mit Norwegen, Schottland, Mazedonien und Island wurden alle Spiele gewonnen, was ansonsten nur Spanien – aber in einer Sechsergruppe – gelang. In Südafrika trafen die Niederländer im Auftaktspiel auf Dänemark und gewannen mit 2:0. Anschließend wurden Japan mit 1:0 und Kamerun mit 2:1 besiegt. Als Gruppensieger trafen die Niederländer im Achtelfinale auf WM-Neuling Slowakei, der sich in seiner Gruppe gegen Titelverteidiger Italien durchgesetzt hatte, und gewannen mit 2:1. Mit diesem Ergebnis wurde im Viertelfinale auch Rekordweltmeister Brasilien besiegt und zum zweiten Mal das Halbfinale erreicht. Hier war Uruguay der Gegner. Der Ex-Weltmeister war die Überraschungsmannschaft des Turniers und stellte mit Diego Forlán den besten Spieler. Dieser konnte auch die frühe Führung der Niederländer durch Kapitän Giovanni van Bronckhorst kurz vor der Halbzeitpause ausgleichen. In der 70. und 73. Minute gingen die Niederländer aber durch Tore von Wesley Sneijder und Arjen Robben erneut in Führung. Den Südamerikanern gelang zwar in der Nachspielzeit noch der Anschlusstreffer zum 2:3, die Niederländer standen aber zum dritten Mal im Finale. Dort trafen sie auf Europameister Spanien, der sich mit drei 1:0-Siegen zum ersten Mal ins WM-Finale gekämpft hatte. Mit diesem Ergebnis endete dann auch das Finale, allerdings brauchten die Spanier dafür 116 Minuten, ehe Andrés Iniesta der entscheidende Treffer gelang. Beide Mannschaften hatten sich bis dahin nichts geschenkt und insgesamt 13 gelbe Karten und eine gelb-rote Karte gesehen. Wesley Sneijder wurde anschließend als zweitbester Spieler des Turniers mit dem silbernen Ball und drittbester Torschütze mit dem bronzenen Schuh ausgezeichnet.

### 2014 in Brasilien

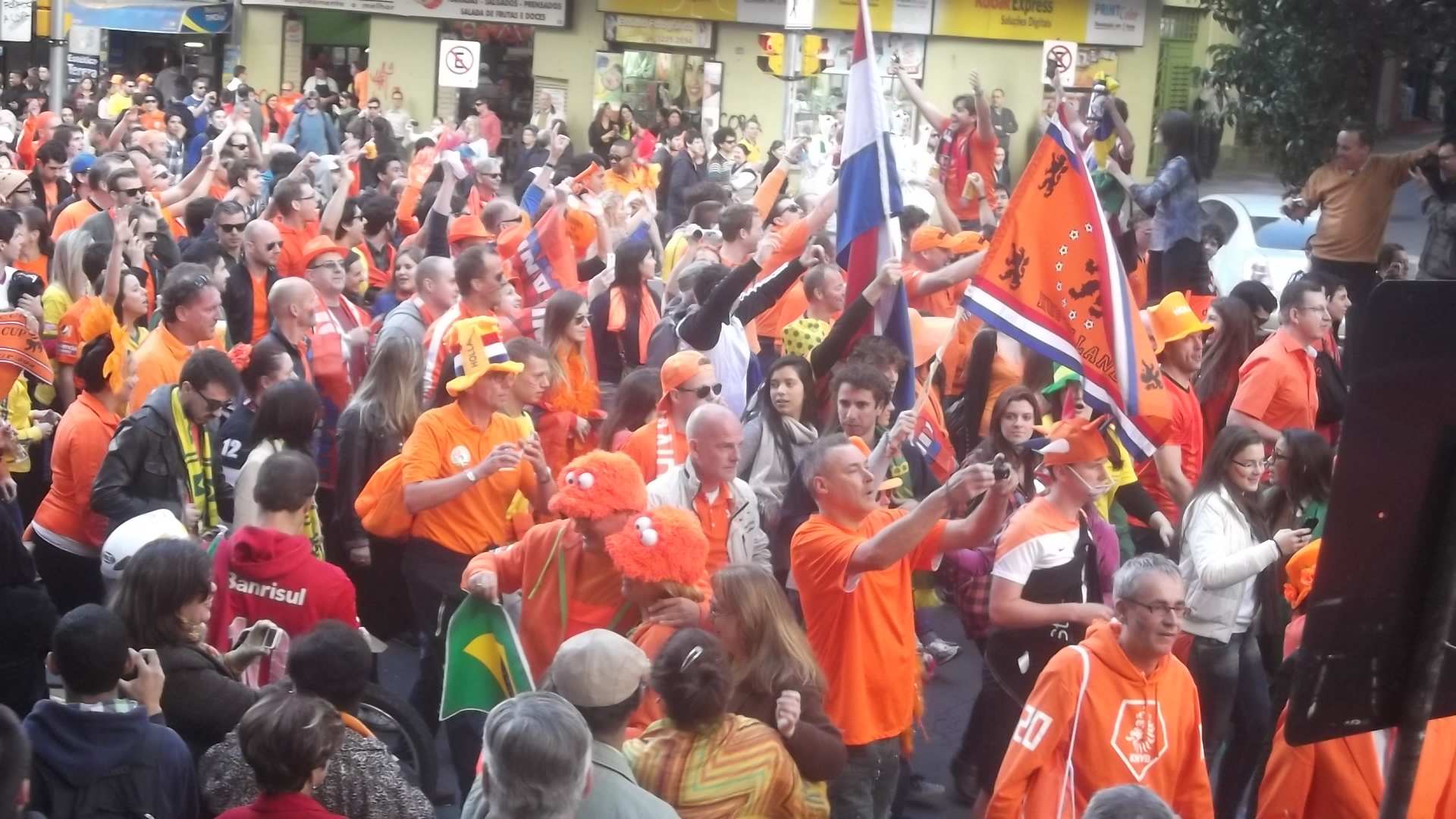
Niederländische Fans in Porto Alegre zum Spiel gegen Australien

Nach dem enttäuschenden Abschneiden der Niederländer bei der EM 2012 hatte Bondscoach Bert van Marwijk den Posten verlassen. Sein Nachfolger wurde Louis van Gaal, dem es wieder gelang, die Niederländer als erste europäische Mannschaft nach Brasilien zu führen. Dabei wurden gegen Rumänien, Ungarn, die Türkei, Estland und Andorra 34 Tore bei neun Siegen und einem Remis erzielt und nur fünf Gegentore kassiert. Nur der spätere Weltmeister Deutschland erzielte zwei Tore mehr, allerdings bei der doppelten Anzahl von Gegentoren. Für die Gruppenauslosung waren die Niederländer aber nicht gesetzt und wurden in eine Gruppe mit Weltmeister Spanien, Chile und Australien gelost. Bereits im Auftaktspiel kam es zur Neuauflage des Finales von 2010, was zuvor noch nie in der Gruppenphase der Fall war. Die Spanier übernahmen sofort die Initiative, während die Niederländer aus einer verstärkten Abwehr im Kontrast zu ihrer ansonsten üblichen Spielweise operierten. Spanien ging dann in der 37. Minute durch einen von Xabi Alonso verwandelten Foulelfmeter in Führung und verpasste es in der Folgezeit, auf 2:0 zu erhöhen. Kurz vor der Pause gelang Kapitän und Rekordtorschütze Robin van Persie durch einen Flugkopfball der Ausgleich. In der zweiten Halbzeit wurden die planlos angreifenden Spanier dann mehrmals ausgekontert und mit 5:1 wurde der höchste WM-Sieg gegen einen Titelverteidiger erzielt. Im zweiten Spiel gegen Australien hatten die Niederländer dann mehr Mühe und gerieten beim 3:2-Sieg sogar zwischenzeitlich in Rückstand. Der Einzug ins Achtelfinale war damit aber perfekt und im abschließenden Gruppenspiel ging es gegen Chile nur noch um den Gruppensieg und darum, im Achtelfinale dem Gastgeber aus dem Weg zu gehen. Durch Tore in der 77. Minute und der Nachspielzeit wurde Chile mit 2:0 besiegt und im Achtelfinale wartete dann Mexiko. Kurz nach einer torlosen ersten Halbzeit gelang den Mexikanern das 1:0 und die Niederländer mussten nun ihre Angriffsbemühungen verstärken. Es dauerte dann bis zur 88. Minute, ehe Wesley Sneijder der Ausgleich gelang. Als alle schon mit einer Verlängerung rechneten, stolperte Arjen Robben während der Nachspielzeit über ein mexikanisches Bein. Den Strafstoß verwandelte Klaas-Jan Huntelaar zum 2:1. Im Viertelfinale war dann die Überraschungsmannschaft aus Costa Rica der Gegner, die sich in ihrer Gruppe gegen drei Ex-Weltmeister durchgesetzt hatte. Costa Rica hatte zuvor im Achtelfinale Griechenland durch Elfmeterschießen ausgeschaltet und da ihnen sowie den Niederländern in 120 Minuten kein Tor gelang, musste sie erneut ins Elfmeterschießen. Kurz vor diesem hatte van Gaal den Torhüter gewechselt und Tim Krul wurde mit zwei gehaltenen Elfmetern zum Matchwinner für Oranje. Im Halbfinale gegen Argentinien, das nach ebenfalls torlosen 120 Minuten wieder im Elfmeterschießen entschieden werden musste, konnte van Gaal diesen Trick nicht erneut anwenden und Stammtorhüter Jasper Cillessen konnte keinen Elfmeter halten – im Gegensatz zum argentinischen Torhüter Sergio Romero, dem dies zweimal gelang. Damit blieb nur das kleine Finale. Co-Trainer Patrick Kluivert, der 1998 das kleine Finale verloren hatte, konnte die niederländischen Spieler soweit motivieren, dass sie sich noch einmal zu einer besonderen Leistung aufraffen konnten und Gastgeber Brasilien, der sein Halbfinale mit 1:7 gegen Deutschland verloren hatte, mit 3:0 besiegten und damit erstmals den dritten Platz belegten. Nach der WM endete die Amtszeit von van Gaal, was aber bereits zuvor abgemacht war. Sein Nachfolger wurde Guus Hiddink, der aber während der erfolglosen Qualifikation für die EM 2016 zurücktrat und durch Danny Blind abgelöst wurde.

### 2018 in Russland
In der Qualifikation, die für die europäischen Mannschaften im September 2016 begann, trafen die Niederländer auf Frankreich, Schweden, Bulgarien, Luxemburg und Belarus. Von den ersten fünf Spielen konnten die Niederländer nur gegen Luxemburg und Belarus gewinnen sowie in Schweden einen Punkt holen und lagen nach der Hälfte der Spiele nur auf dem vierten Platz. Nach der 0:2-Niederlage im fünften Spiel in Bulgarien wurde Trainer Danny Blind entlassen, dem es zuvor schon nicht gelungen war die Elftal zur EM 2016 zu führen. Als neuer Bondscoach wurde Anfang Mai Dick Advocaat verpflichtet, der den Posten damit zum dritten Mal übernahm. In der zweiten Hälfte der Qualifikation wurde dann zwar nur in Frankreich verloren, alle anderen Spiele gewonnen, am Ende reichte es aber nur zum dritten Platz hinter den punktgleichen Schweden, die die bessere Tordifferenz hatten.

### 2022 in Katar
In der Qualifikation waren die Türkei, Norwegen, Montenegro, Lettland und Gibraltar die Gegner. Die Türken waren zuvor zwölfmal Gegner der Niederländer. Fünf Siegen standen vier Remis und drei Niederlagen gegenüber, wovon die Letzte mit dafür verantwortlich war, dass die Niederländer die EM 2016 verpassten. Gegen die Norweger gab es in zuvor 20 Spielen neun Siege, sechs Remis und fünf Niederlagen, zuletzt in der Qualifikation für die WM 1994, wodurch die Norweger Gruppensieger wurden. Beide konnten sich aber für die WM qualifizieren. Danach scheiterten die Norweger zweimal in Qualifikationen an den Niederländern. Gegen die Letten gab es zuvor drei Pflichtspielsiege ohne Gegentor. Montenegro und Gibraltar waren erstmals Gegner in der Qualifikation. Die Niederländer starteten die Qualifikation im März 2021 unter Frank de Boer mit einer 2:4-Niederlage in der Türkei, gewannen drei Tage später mit 2:0 gegen Lettland, wobei das Spiel von der französischen Schiedsrichterin Stéphanie Frappart geleitet wurde. Es war damit das erste WM-Qualifikationsspiel der Männer, das von einer Frau geleitet wurde. Weitere drei Tage später gewannen sie in Gibraltar mit 7:0. Nach dem Aus im Achtelfinale der EM 2021 gegen Tschechien trat de Boer als Bondscoach zurück. Nachfolger wurde Louis van Gaal, unter dem die Qualifikation im September mit einem 1:1 in Norwegen, einem 4:0 gegen Montenegro und einem 6:1 gegen die Türkei fortgesetzt wurde. Im Oktober folgte ein 1:0 in Lettland und ein 6:0 gegen Gibraltar. Durch ein 2:2 im ersten Novemberspiel in Montenegro verpassten die Niederländer die vorzeitige Qualifikation. So hatten vor dem letzten Spieltag neben den Niederländern noch die Norweger und Türken die Chance Gruppensieger zu werden. Den Niederländern reichte wegen der besseren Tordifferenz ein Remis gegen Norwegen, die einen hohen Sieg benötigten um Gruppensieger zu werden wenn die Türken ebenfalls gewannen. Letztendlich konnten die Niederländer mit 2:0 gewinnen, wodurch die Norweger ausschieden, da sich die Türken mit einem Sieg in Montenegro Platz 2 sicherten, in den Play-offs aber an Portugal scheiterten.
Bei der Endrunde trafen die Niederländer erstmals auf Gastgeber Katar, Ecuador und erstmals auf den Senegal. Mit Siegen gegen den Senegal und Katar und einem Remis gegen Ecuador erreichten die Niederländer als Gruppensieger die K.-o.-Runde. Im Achtelfinale gewannen sie gegen die USA mit 3:1. Im Viertelfinale gegen Argentinien konnten sie einen 0:2-Rückstand in der 11. Minute der Nachspielzeit ausgleichen, verloren aber nach torloser Verlängerung im Elfmeterschießen.

### WM 2026 in Kanada, Mexiko und den USA
In der Qualifikation trifft die niederländische Mannschaft, nachdem sie sich im Viertelfinale der Nations League nicht gegen Spanien durchsetzen konnte, in einer Fünfergruppe ab Juni 2025 auf Polen, Finnland, erstmals Litauen und Malta, gegen das es bisher nur sechs EM-Qualifikationsspiele gab.

## Spieler

### Rangliste der niederländischen WM-Spieler mit den meisten Einsätzen
01. Wesley Sneijder 17 bei 3 Turnieren
02. Robin van Persie 16 bei 3 Turnieren
03. Wim Jansen, Ruud Krol, Dirk Kuyt, Johnny Rep, Arjen Robben je 14 bei 2 bzw. 3 (Kuyt, Robben) Turnieren
08. Arie Haan, Rob Rensenbrink je 13 bei 2 Turnieren
10. Dennis Bergkamp, Daley Blind, Jan Jongbloed, Johan Neeskens je 12 bei 2 Turnieren
14. Frank de Boer, Phillip Cocu, Nigel de Jong, Wim Jonk, Marc Overmars, Edwin van der Sar, Wim Suurbier je 11 bei 2 Turnieren
21. Mark van Bommel, Giovanni van Bronckhorst, John Heitinga, Wim Rijsbergen je 10 bei 2 Turnieren

### Rangliste der niederländischen WM-Spieler mit den meisten Toren
01. Johnny Rep – 7 Tore

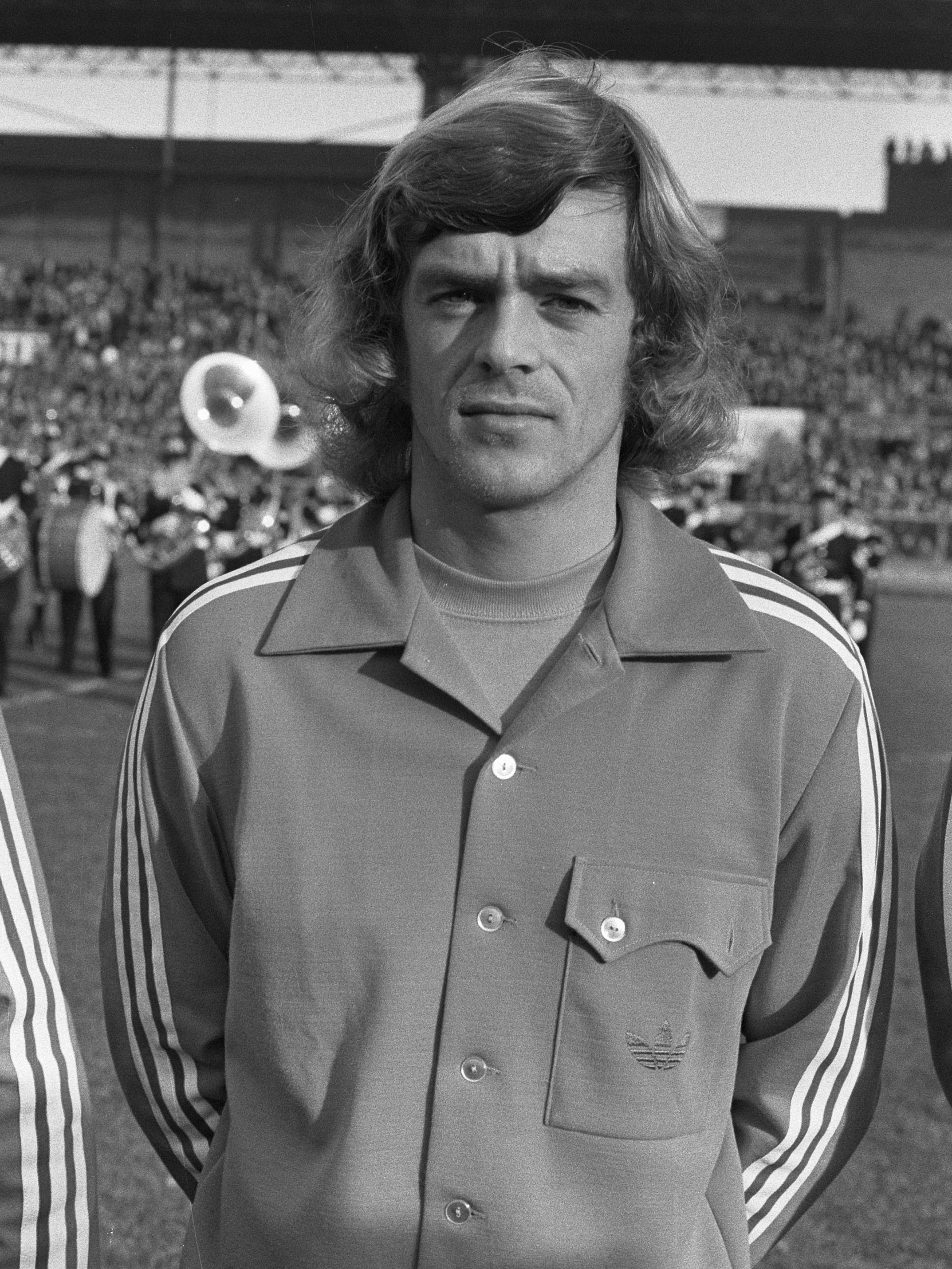
Johnny Rep (1973), bester niederländischer WM-Torschütze

02. Dennis Bergkamp, Rob Rensenbrink, Arjen Robben, Wesley Sneijder – je 6 Tore
06. Johan Neeskens, Robin van Persie – je 5 Tore
08. Johan Cruyff, Memphis Depay und Cody Gakpo – je 3 Tore

### WM-Kapitäne
- 1934, 1938: Puck van Heel
- 1974: Johan Cruyff
- 1978: Ruud Krol
- 1990: Ruud Gullit
- 1994: Ronald Koeman
- 1998: Frank de Boer
- 2006: Edwin van der Sar
- 2010: Giovanni van Bronckhorst
- 2014: Robin van Persie, Arjen Robben (3. Gruppenspiel)
- 2022: Virgil van Dijk

### Bei Weltmeisterschaften gesperrte Spieler
- 1974: Im Finale erhielten Wim van Hanegem und Johan Cruyff ihre zweite Gelbe Karte. Dies hatte aber keine Auswirkung mehr.
- 1978: Dick Nanninga erhielt im Spiel der zweiten Finalrunde gegen Deutschland neun Minuten nach seiner Einwechslung die Rote Karte und war für das Spiel gegen Italien gesperrt. Im Finale konnte er wieder mitspielen und erzielte dort – ebenfalls nach Einwechslung – den 1:1-Ausgleich.
- 1990: Im Spiel gegen Deutschland erhielt Frank Rijkaard zunächst die zweite gelbe Karte und zwei Minuten später die Rote Karte. Da die Niederländer ausschieden, hatten diese keinen weiteren Effekt.
- 1994: Im Gruppenspiel gegen Marokko erhielt Jan Wouters die zweite gelbe Karte und war für das Achtelfinale gesperrt. Im Viertelfinale gegen Brasilien erhielt er die dritte gelbe Karte.
- 1998: Patrick Kluivert erhielt im Auftaktspiel gegen Belgien wegen einer Tätlichkeit die Rote Karte und war für 3 Spiele gesperrt. Arthur Numan erhielt im Viertelfinale gegen Argentinien die Gelb-Rote Karte und war für das Halbfinale gegen Brasilien gesperrt. Edgar Davids erhielt im kleinen Finale die zweite gelbe Karte, die aber keinen Effekt hatte. Die zweite gelbe Karte, die Jaap Stam im Viertelfinale erhielt, hatte auch keine Auswirkung.
- 2006: Im Achtelfinale gegen Portugal erhielten Mark van Bommel und Giovanni van Bronckhorst die zweite gelbe Karte, van Bronckhorst dann ebenso die Gelb-Rote Karte wie Khalid Boulahrouz. Da die Niederländer ausschieden hatten diese keinen weiteren Effekt.
- 2010: Gregory van der Wiel und Nigel de Jong erhielten im Viertelfinale die zweite gelbe Karte und waren für das Halbfinale gesperrt. Im Finale erhielten sie die dritte gelbe Karte. In diesem erhielt zudem John Heitinga die Gelb-Rote Karte und Mark van Bommel die zweite gelbe Karte. Da das Turnier damit endete, hatten sie keine weitergehende Auswirkung.
- 2014: Robin van Persie erhielt im zweiten Gruppenspiel gegen Australien die zweite gelbe Karte und war für das abschließende Spiel gegen Chile gesperrt.
- 2022: Denzel Dumfries erhielt im Viertelfinale gegen Argentinien wegen Unsportlichkeit die Gelb-Rote Karte. Da die Niederlande ausschieden, hatte diese keinen weiteren Effekt.

### Anteil der im Ausland spielenden Spieler im WM-Kader
Bei den ersten beiden Teilnahmen wurden noch keine Legionäre eingesetzt. Mit der zunehmenden Reputation niederländischer Spieler wurden diese auch von ausländischen Vereinen verpflichtet und bildeten dann zunehmend den Stamm der Nationalmannschaft.
| Jahr (Spiele) | Anzahl (Länder)                                                                                | Spieler (Einsätze) |
| ------------- | ---------------------------------------------------------------------------------------------- | --- |
| 1934 + 1938   | 0                                                                                              | |
| 1974 (7)      | 3 (2 in Belgien, 1 in Spanien)                                                                 | Ruud Geels (0), Rob Rensenbrink (6); Johan Cruyff (7) |
| 1978 (7)      | 6 (3 in Belgien, 1 in Deutschland, 1 in Frankreich, 1 in Spanien)                              | Johan Boskamp (1), Arie Haan (6), Rob Rensenbrink (7); Wim Suurbier (4); Johnny Rep (7); Johan Neeskens (5) |
| 1990 (4)      | 8 (3 in Belgien, 3 in Italien, 1 in Schottland, 1 in Spanien)                                  | Erwin Koeman (1), Adri van Tiggelen (4), Graeme Rutjes (1); Marco van Basten (4), Ruud Gullit (4), Frank Rijkaard (4); Hans Gillhaus (3); Ronald Koeman (4) |
| 1994 (5)      | 8 (1 in Belgien, 4 in Italien, 1 in Portugal, 1 in Schottland, 1 in Spanien)                   | John Bosman (0); Dennis Bergkamp (5), Wim Jonk (5), Bryan Roy (5), Aron Winter (3); Stan Valckx (4); Theo Snelders (0); Ronald Koeman (5) |
| 1998 (7)      | 12 (5 in England, 3 in Italien, 4 in Spanien)                                                  | Dennis Bergkamp (7), Ed de Goey (0), Jimmy Floyd Hasselbaink (2), Pierre van Hooijdonk (3), Marc Overmars (6); Edgar Davids (6), Patrick Kluivert (4); Aron Winter (4); Winston Bogarde (2), Ruud Hesp (0), Michael Reiziger (4), Clarence Seedorf (4)                                     |
| 2006 (4)      | 9 (2 in Deutschland, 5 in England, 2 in Spanien)                                               | Khalid Boulahrouz (4), Rafael van der Vaart (3); Jan Kromkamp (0), Ruud van Nistelrooy (3), Robin van Persie (4), Arjen Robben (3), Edwin van der Sar (4); Mark van Bommel (3), Giovanni van Bronckhorst (3)                                                                               |
| 2010 (7)      | 14 (5 in Deutschland, 5 in England, 2 in Italien, 1 in Schottland, 1 in Spanien)               | Mark van Bommel (7), Khalid Boulahrouz (2), Eljero Elia (6), Joris Mathijsen (6), Arjen Robben (5); Ryan Babel (0), John Heitinga (7), Nigel de Jong (6), Dirk Kuyt (7), Robin van Persie (7); Klaas-Jan Huntelaar (4), Wesley Sneijder (7); Edson Braafheid (1); Rafael van der Vaart (5) |
| 2014 (7)      | 13 (3 in Deutschland, 6 in England,1 in Italien, 2 in der Türkei, 1 in der Ukraine)            | Klaas-Jan Huntelaar (3), Arjen Robben (7), Paul Verhaegh (1); Leroy Fer (1), Jonathan de Guzmán (3), Tim Krul (1), Robin van Persie (6), Ron Vlaar (6), Michel Vorm (1); Nigel de Jong (5); Dirk Kuyt (5), Wesley Sneijder (6); Jeremain Lens (4)                                          |
| 2022 (5)      | 14 (2 in Belgien, 2 in Deutschland, 3 in England, 4 in Italien, 2 in Spanien, 1 in der Türkei) | Vincent Janssen (2), Noa Lang (1); Jeremie Frimpong, Matthijs de Ligt (2); Nathan Aké (5), Virgil van Dijk (5), Tyrell Malacia; Denzel Dumfries (5), Teun Koopmeiners (5), Marten de Roon (5), Stefan de Vrij; Memphis Depay (5), Frenkie de Jong (5); Wout Weghorst (4)                   |

## Spiele
Die Niederländer bestritten bisher 55 WM-Spiele. Davon wurden 30 gewonnen, 11 verloren und 14 endeten remis. Siebenmal mussten Remis-Spiele verlängert werden, da ein Sieger ermittelt werden musste, zweimal gegen Argentinien. Dabei wurden drei Spiele in der Verlängerung regulär verloren, zudem drei Spiele im Elfmeterschießen. Nur ein Spiel wurde in der Verlängerung im Elfmeterschießen gewonnen.
Die Niederländer nahmen nie am Eröffnungsspiel teil. Bisher musste die Niederlande viermal gegen den Gastgeber antreten: 1974 und 1978 im Finale, 2014 im Spiel um Platz 3 sowie 2022 in der Gruppenphase.
Die Niederländer verloren fünfmal (1974, 1978, 1990, 1994, 2010 und 2022) gegen den späteren Weltmeister, 2022 aber erst im Elfmeterschießen.
1974 und 1978 (in der Zwischenrunde), 1998 (im Halbfinale) und 2014 (in der Vorrunde) spielten die Niederlande gegen den Titelverteidiger.
Die Niederländer trafen elfmal auf WM-Neulinge: 1934 (als man selber Neuling war)/Schweiz, 1974/DDR, 1978/Iran, 1990/Irland, 1994/Saudi-Arabien, 1998/BR Jugoslawien und Kroatien, 2006/Serbien und Montenegro und die Elfenbeinküste, 2010/Slowakei sowie 2022/Katar.
Die niederländische Mannschaft ist die erste Mannschaft, die gegen alle deutschsprachigen WM-Teilnehmer gespielt hat: Schweiz 1934, DDR und BR Deutschland 1974, Österreich 1978. Dies gelang außerdem nur noch Brasilien und Chile.
Die Niederländer spielten bisher gegen 39 verschiedene Gegner, am häufigsten gegen Argentinien (6×) und Brasilien (5×).
Die Niederländer spielten bisher in 36 WM-Städten, am häufigsten (je 3×) in Dortmund, Marseille, Mendoza und Orlando.
| Alle WM-Spiele |            |                        |                      |                  |   |                         | |
| Nr.            | Datum      | Gegner                 | Ergebnis             | Anlass           |   | Austragungsort          | Bemerkungen                                                                                          |
| 1.             | 27.05.1934 | Schweiz                | 2:3                  | Achtelfinale     | * | Mailand (ITA)           | |
| 2.             | 05.06.1938 | Tschechoslowakei       | 0:3 n. V.            | Achtelfinale     | * | Le Havre (FRA)          | |
| 3.             | 15.06.1974 | Uruguay                | 2:0                  | 1. Finalrunde    | * | Hannover (GER)          | Erster Sieg in einem WM-Spiel Höchster Sieg gegen Uruguay                                            |
| 4.             | 19.06.1974 | Schweden               | 0:0                  | 1. Finalrunde    | * | Dortmund (GER)          | |
| 5.             | 23.06.1974 | Bulgarien              | 4:1                  | 1. Finalrunde    | * | Dortmund (GER)          | Höchster Sieg gegen Bulgarien                                                                        |
| 6.             | 26.06.1974 | Argentinien            | 4:0                  | 2. Finalrunde    | * | Gelsenkirchen (GER)     | Höchster Sieg gegen Argentinien                                                                      |
| 7.             | 30.06.1974 | DDR                    | 2:0                  | 2. Finalrunde    | * | Gelsenkirchen (GER)     | |
| 8.             | 03.07.1974 | Brasilien              | 2:0                  | 2. Finalrunde    | * | Dortmund (GER)          | Höchster Sieg gegen Brasilien Erster Finaleinzug bei einem Turnier                                   |
| 9.             | 07.07.1974 | BRD                    | 1:2                  | Finale           | A | München (GER)           | Begründung der Rivalität zu Deutschland                                                              |
| 10.            | 03.06.1978 | Iran                   | 3:0                  | 1. Finalrunde    | * | Mendoza (ARG)           | Erstes Länderspiel gegen den Iran                                                                    |
| 11.            | 07.06.1978 | Peru                   | 0:0                  | 2. Finalrunde    | * | Mendoza (ARG)           | |
| 12.            | 11.06.1978 | Schottland             | 2:3                  | 1. Finalrunde    | * | Mendoza (ARG)           | |
| 13.            | 14.06.1978 | Österreich             | 5:1                  | 2. Finalrunde    | * | Córdoba (ARG)           | |
| 14.            | 18.06.1978 | BRD                    | 2:2                  | 2. Finalrunde    | * | Córdoba (ARG)           | |
| 15.            | 21.06.1978 | Italien                | 2:1                  | 2. Finalrunde    | * | Buenos Aires (ARG)      | |
| 16.            | 25.06.1978 | Argentinien            | 1:3 n. V.            | Finale           | A | Buenos Aires (ARG)      | Einzige Niederlage gegen Argentinien                                                                 |
| 17.            | 12.06.1990 | Ägypten                | 1:1                  | Vorrunde         | * | Palermo (ITA)           | |
| 18.            | 16.06.1990 | England                | 0:0                  | Vorrunde         | * | Cagliari (ITA)          | |
| 19.            | 21.06.1990 | Irland                 | 1:1                  | Vorrunde         | * | Palermo (ITA)           | |
| 20.            | 24.06.1990 | BRD                    | 1:2                  | Achtelfinale     | * | Mailand (ITA)           | |
| 21.            | 20.06.1994 | Saudi-Arabien          | 2:1                  | Vorrunde         | * | Washington (USA)        | Erstes Länderspiel gegen Saudi-Arabien                                                               |
| 22.            | 25.06.1994 | Belgien                | 0:1                  | Vorrunde         | * | Orlando (USA)           | |
| 23.            | 29.06.1994 | Marokko                | 2:1                  | Vorrunde         | * | Orlando (USA)           | Erstes Länderspiel gegen Marokko                                                                     |
| 24.            | 04.07.1994 | Irland                 | 2:0                  | Achtelfinale     | * | Orlando (USA)           | |
| 25.            | 09.07.1994 | Brasilien              | 2:3                  | Viertelfinale    | * | Dallas (USA)            | |
| 26.            | 13.06.1998 | Belgien                | 0:0                  | Vorrunde         | * | Saint-Denis (FRA)       | |
| 27.            | 20.06.1998 | Südkorea               | 5:0                  | Vorrunde         | * | Marseille (FRA)         | Erstes Länderspiel gegen Südkorea                                                                    |
| 28.            | 25.06.1998 | Mexiko                 | 2:2                  | Vorrunde         | * | Saint-Etienne (FRA)     | |
| 29.            | 29.06.1998 | BR Jugoslawien         | 2:1                  | Achtelfinale     | * | Toulouse (FRA)          | |
| 30.            | 04.07.1998 | Argentinien            | 2:1                  | Viertelfinale    | * | Marseille (FRA)         | |
| 31.            | 07.07.1998 | Brasilien              | 1:1 n. V.; 2:4 i. E. | Halbfinale       | * | Marseille (FRA)         | |
| 32.            | 11.07.1998 | Kroatien               | 1:2                  | Spiel um Platz 3 | * | Paris (FRA)             | Erstes Länderspiel gegen Kroatien                                                                    |
| 33.            | 11.06.2006 | Serbien und Montenegro | 1:0                  | Vorrunde         | * | Leipzig (GER)           | Einziges Länderspiel gegen Serbien und Montenegro                                                    |
| 34.            | 16.06.2006 | Elfenbeinküste         | 2:1                  | Vorrunde         | * | Stuttgart (GER)         | Erstes Länderspiel gegen die Elfenbeinküste                                                          |
| 35.            | 21.06.2006 | Argentinien            | 0:0                  | Vorrunde         | * | Frankfurt (GER)         | 100. Länderspiel von Phillip Cocu                                                                    |
| 36.            | 25.06.2006 | Portugal               | 0:1                  | Achtelfinale     | * | Nürnberg (GER)          | Rekordspiel mit vier gelb-roten und acht gelben Karten 101. und letztes Länderspiel von Phillip Cocu |
| 37.            | 14.06.2010 | Dänemark               | 2:0                  | Vorrunde         | * | Johannesburg (RSA)      | 100. Länderspiel von Giovanni van Bronckhorst                                                        |
| 38.            | 19.06.2010 | Japan                  | 1:0                  | Vorrunde         | * | Durban (RSA)            | |
| 39.            | 24.06.2010 | Kamerun                | 2:1                  | Vorrunde         | * | Kapstadt (RSA)          | |
| 40.            | 28.06.2010 | Slowakei               | 2:1                  | Achtelfinale     | * | Durban (RSA)            | Erstes Länderspiel gegen die Slowakei                                                                |
| 41.            | 02.07.2010 | Brasilien              | 2:1                  | Viertelfinale    | * | Port Elizabeth (RSA)    | |
| 42.            | 06.07.2010 | Uruguay                | 3:2                  | Halbfinale       | * | Kapstadt (RSA)          | |
| 43.            | 11.07.2010 | Spanien                | 0:1 n. V.            | Finale           | * | Johannesburg (RSA)      | 106. und letztes Länderspiel von Giovanni van Bronckhorst                                            |
| 44.            | 13.06.2014 | Spanien                | 5:1                  | Vorrunde         | * | Salvador da Bahia (BRA) | Höchste Niederlage eines WM-Titelverteidigers 100. Länderspiel von Wesley Sneijder                   |
| 45.            | 18.06.2014 | Australien             | 3:2                  | Vorrunde         | * | Porto Alegre (BRA)      | |
| 46.            | 23.06.2014 | Chile                  | 2:0                  | Vorrunde         | * | São Paulo (BRA)         | |
| 47.            | 29.06.2014 | Mexiko                 | 2:1                  | Achtelfinale     | * | Fortaleza (BRA)         | 100. Länderspiel von Dirk Kuyt                                                                       |
| 48.            | 05.07.2014 | Costa Rica             | 0:0 n. V.; 4:3 i. E. | Viertelfinale    | * | Salvador da Bahia (BRA) | Erstes Länderspiel gegen Costa Rica<                                                                 |
| 49.            | 09.07.2014 | Argentinien            | 0:0 n. V., 2:4 i. E. | Halbfinale       | * | São Paulo (BRA)         | 750. Länderspiel, 100. Spiel auf neutralem Platz                                                     |
| 50.            | 12.07.2014 | Brasilien              | 3:0                  | Spiel um Platz 3 | A | Brasília (BRA)          | Letztes Länderspiel in der zweiten Amtszeit von Louis van Gaal                                       |
| 51.            | 21.11.2022 | Senegal                | 2:0                  | Vorrunde         | * | Doha (QAT)              | Erstes Spiel gegen den Senegal                                                                       |
| 52.            | 25.11.2022 | Ecuador                | 1:1                  | Vorrunde         | * | ar-Rayyan (QAT)         | |
| 53             | 29.11.2022 | Katar                  | 2:0                  | Vorrunde         | * | al-Chaur (QAT)          | Erstes Spiel gegen Katar, Katar verliert als erster Gastgeber alle Gruppenspiele                     |
| 54             | 03.12.2022 | Vereinigte Staaten     | 3:1                  | Achtelfinale     | * | ar-Rayyan (QAT)         | |
| 55             | 09.12.2022 | Argentinien            | 2:2 n. V., 3:4 i. E. | Viertelfinale    | * | Lusail (QAT)            | Letztes Länderspiel in der dritten Amtszeit von Louis van Gaal                                       |

## Höchste Siege und Niederlagen
Die niederländische Mannschaft erzielte ihre höchsten Siege gegen folgende Länder bei WM-Turnieren:
- Argentinien: 1974 – 2. Finalrunde 4:0
- Australien: 2014 – Vorrunde 3:2 (einziger Sieg gegen Australien)
- Brasilien: 2014 – Spiel um Platz 3 3:0
- Bulgarien: 1974 – 1. Finalrunde 4:1
- Chile: 2014 – Vorrunde 2:0 (einziger Sieg gegen Chile)
- Iran: 1978 – 1. Finalrunde 3:0 (einziges Spiel gegen den Iran)
- Kamerun: 2010 – Vorrunde 2:1 (zudem ein 1:0 in einem Freundschaftsspiel)
- Katar: 2022 – Vorrunde 2:0 (Erstes Länderspiel gegen Katar)
- Marokko: 1998 – Vorrunde 2:1 (zudem ein 2:1 in einem Freundschaftsspiel)
- Mexiko: 2014 Achtelfinale 2:1 (zudem zweimal 2:1 und einmal 3:2 in Freundschaftsspielen)
- Österreich: 1978 – 2. Finalrunde 5:1
- Saudi-Arabien: 1994 – Vorrunde 2:1 (einziges Spiel gegen Saudi-Arabien)
- Senegal: 2022 – Vorrunde 2:0 (Erstes Länderspiel gegen den Senegal)
- Serbien und Montenegro: 2006 – Vorrunde 1:0 (Einziges Länderspiel gegen Serbien und Montenegro)
- Spanien: 2014 – Vorrunde 5:1
- Südkorea: 1998 – Vorrunde 5:0
- Uruguay: 1974 – 1. Finalrunde 2:0
- Vereinigte Staaten: 2022 – Achtelfinale 3:1 (zudem zweimal 2:0 in Freundschaftsspielen)

Gegen folgende Länder kassierte die niederländische Mannschaft ihre höchsten Niederlagen bei WM-Turnieren:
- Argentinien: 1978 – Finale 1:3 n. V. (einzige Niederlage gegen Argentinien)
- Kroatien: 1998 Spiel um Platz 3 1:2 (einzige Niederlage gegen Kroatien)

## Rekorde

### Mannschaft
- Der schnellste in einem WM-Spiel gegebene Elfmeter war der in der 1. Minute im Finale Deutschland – Niederlande bei der WM 1974; Johan Neeskens verwandelte ihn zum 1:0 für die Niederlande. Die deutsche Mannschaft hatte vor dem Gegentreffer keine einzige Ballberührung. Es war zugleich der erste Elfmeter, der in einem WM-Finale verwandelt wurde.
- Die meisten Turniertore:
  - 1978: Niederlande und Argentinien – je 15 in 7 Spielen
- Höchster Sieg gegen einen Titelverteidiger: Niederlande – Spanien 5:1 – Vorrunde 2014

### Spieler
- Bei der WM 2014 wurde im Viertelfinalspiel Niederlande gegen Costa Rica erstmals in einem WM-Spiel kurz vor dem Elfmeterschießen ein Torhüter ausgewechselt. Der eingewechselte Torhüter Tim Krul konnte zwei Elfmeter halten und so den Halbfinaleinzug der Niederländer sichern.
- Zwei niederländische Spieler erzielten WM-Jubiläumstore:
  - 1000. Tor: Rob Rensenbrink – das 1:0 bei der 2:3-Vorrundenniederlage gegen Schottland am 11. Juni 1978
  - 2200. Tor: Arjen Robben – das 3:1 beim 3:2-Sieg im Halbfinale gegen Uruguay am 6. Juli 2010

### Trainer
Guus Hiddink war der erste der mit zwei verschiedenen Ländern das Halbfinale erreichte, 1998 mit den Niederlanden und 2002 mit Südkorea, aber jeweils im Halbfinale gescheitert ist (und danach auch beide Male das Spiel um Platz 3 verlor).

### Negativrekorde
- Die meisten Finalniederlagen ohne ein Finale zu gewinnen: 3 (1974, 1978 und 2010)
- Die meisten Platzverweise gab es im Achtelfinale zwischen Portugal und den Niederlanden bei der WM 2006 (4 Gelb-Rote Karten, 2 pro Team)
- Die meisten gelben Karten gab es im Viertelfinale Niederlande – Argentinien bei der WM 2022 (17 gelbe und 1 gelb-rote, davon je eine gelbe Karte für den argentinischen Trainer und einen seiner Assistenten).
- Die zweitmeisten gelben Karten gab es im Spiel Portugal – Niederlande bei der WM 2006 (12 gelbe und 4 gelb-rote) sowie dem Spiel Deutschland – Kamerun bei der WM 2002 (14 gelbe und 2 gelb-rote).
- Die meisten gelben Karten in einem Finale gab es 2010 zwischen den Niederlanden und Spanien: 13 gelbe und 1 gelb-rote Karte.
- Die meisten Verwarnungen in Finalspielen: 14 (1974/3, 1978/3, 2010/8[7]), zudem eine gelb-rote Karte 2010
- Die meisten Verwarnungen bei einem Turnier:
  - 1974: 11 in 7 Spielen (ebenso wie Brasilien)
  - 2010: 22 in 7 Spielen (WM-Negativrekord zusammen mit Argentinien, 1990)